# Leptodactylus albilabris
Leptodactylus albilabris é uma espécie de anfíbio  da família Leptodactylidae.
É endémica da República Dominicana.
Os seus habitats naturais são: pântanos, lagos de água doce intermitentes e áreas agrícolas temporariamente alagadas.
Está ameaçada por perda de habitat.